# Mesocoelium monas
Mesocoelium monas är en plattmaskart som först beskrevs av Rud. 1819.  Mesocoelium monas ingår i släktet Mesocoelium och familjen Mesocoeliidae. Inga underarter finns listade i Catalogue of Life.